# Palacio de los Mur

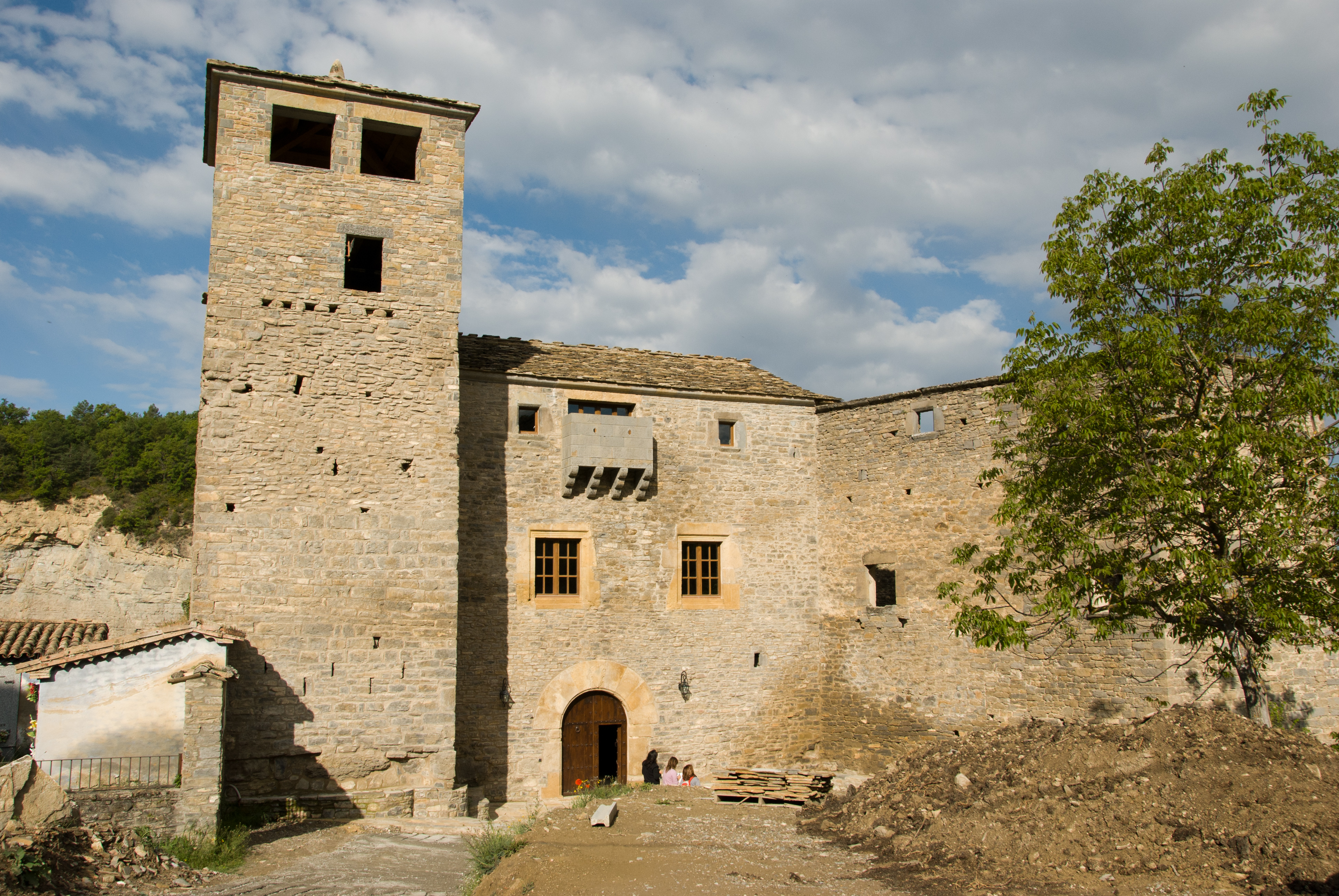
Palacio de los Mur von Osten

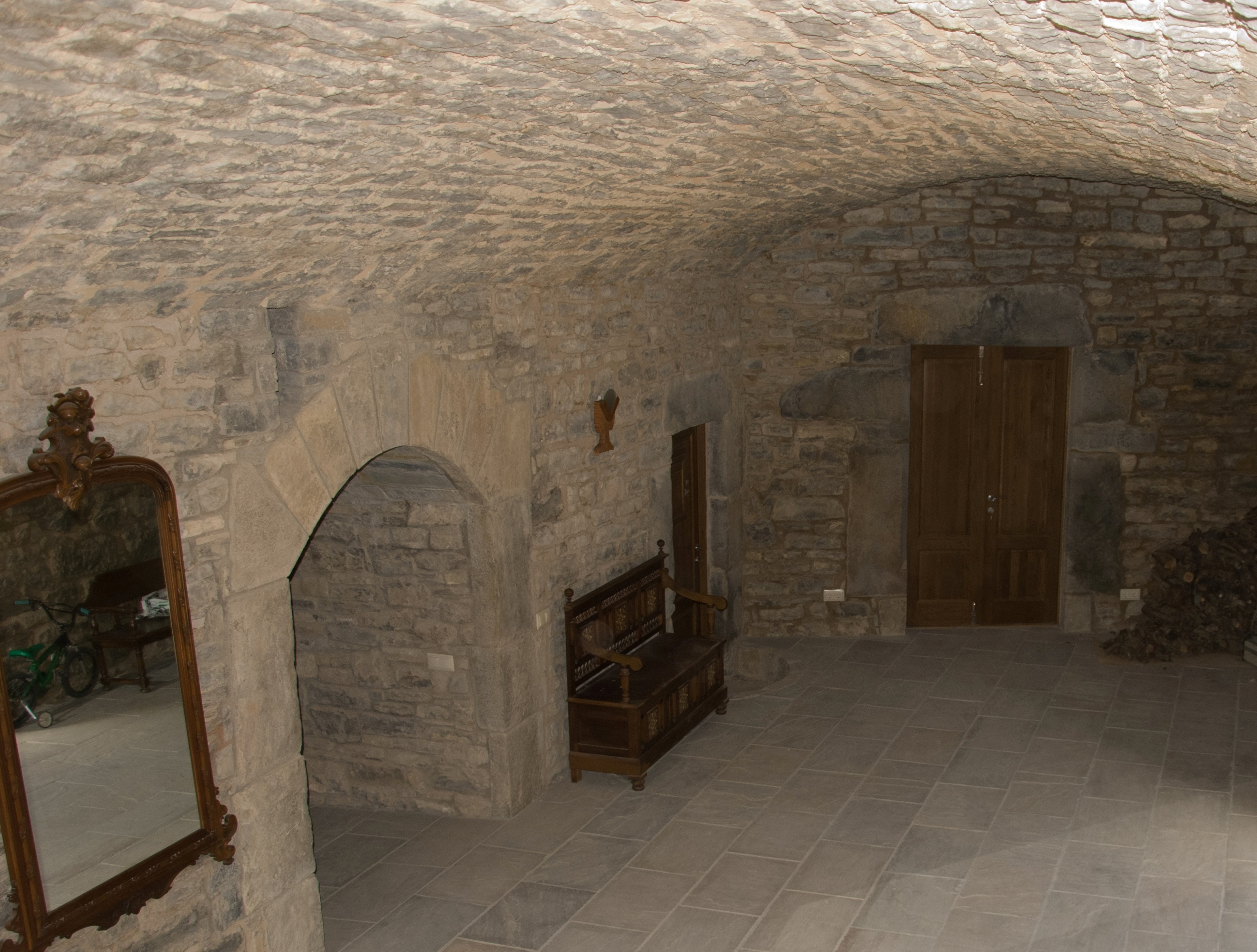
Innenaufnahme

Der Palacio de los Mur in Formigales, einem Ortsteil der spanischen Gemeinde La Fueva in der Provinz Huesca der Autonomen Gemeinschaft Aragonien, wurde im 16. Jahrhundert erbaut. Der Palast gegenüber der Pfarrkirche Santa Eulalia ist als Bien de Interés Cultural (Baudenkmal) klassifiziert.

## Beschreibung
Der wehrhafte Palacio besteht aus dem Hauptgebäude, an das südlich der Wehrturm angebaut wurde, und dem Seitengebäude im Norden. Der Turm auf quadratischem Grundriss hat drei Geschosse. Das dreigeschossige Haupthaus besitzt an der Hauptfassade ein rundbogiges Portal und ein Maschikuli im Obergeschoss. Am quer stehenden Nebengebäude ist das Wappen der Besitzerfamilie Mur angebracht.  